# Gauliga Hessen-Nassau
Gauliga Hessen-Nassau byla jedna z mnoha skupin Gauligy, nejvyšší fotbalové soutěže na území Německa v letech 1933 – 1945. Byla vytvořena v roce 1941 vyčleněním z Gauligy Hessen. Pořádala se na území Hesenska. Vítězové jednotlivých skupin Gauligy postupovali do celostátní soutěže, která trvala necelý měsíc, v níž se kluby utkávaly vyřazovacím způsobem.
Zanikla v roce 1945 po pádu nacistického Německa. Po jeho zániku bylo území Gauligy Hessen-Nassau začleněno pod Oberligu Süd.

## Nejlepší kluby v historii - podle počtu titulů
Zdroj: 
| Vítězové nejvyšší ligové soutěže |        |                  |
| Klub                             | Tituly | Vítězné ročníky  |
| Offenbacher FC Kickers           | 3      | 1942, 1943, 1944 |

## Vítězové jednotlivých ročníků
Zdroj: 
| Gauliga Hessen-Nassau (1941 – 1945)                                                                      |                            |                                 |               |
| Ročník                                                                                                   | Vítěz Gauligy              | Umístění v německém mistrovství | Německý mistr |
| 1941 – 1942                                                                                              | Offenbacher FC Kickers (1) | 4. místo                        | FC Schalke 04 |
| 1942 – 1943                                                                                              | Offenbacher FC Kickers (2) | Osmifinále                      | Dresdner SC   |
| 1943 – 1944                                                                                              | Offenbacher FC Kickers (3) | 1. kolo                         | Dresdner SC   |
| • Gauliga byla v sezóně 1944/45 zrušena, a to kvůli přesunutí bojů druhé světové války na území Německa. |                            |                                 |               |